# 安城車站
安城車站（日语：〔〕／〔〕 Anjō eki */?）是一由東海旅客鐵道（JR東海）所經營的鐵路車站，位於日本愛知縣安城市御幸本町，是東海道本線沿線的車站，也是所在地安城市的主車站。站內設有綠窗口（みどりの窓口）與各種相關的服務設施。
安城車站的設置可以追溯到1891年時，當時安城還只是個村級的行政區域。1939年時碧海電氣鐵道的貨物支線（之後的名鐵安城支線）曾連結至附近並設置有貨運專用的「新安城車站」（但與今日名鐵名古屋本線上的新安城車站是不相同的兩個車站）。新安城在1951年起開始經營客運服務而改名為「安城」，而與隸屬於日本國鐵的安城車站合併成為轉運車站。但安城支線已於1961年時廢線。

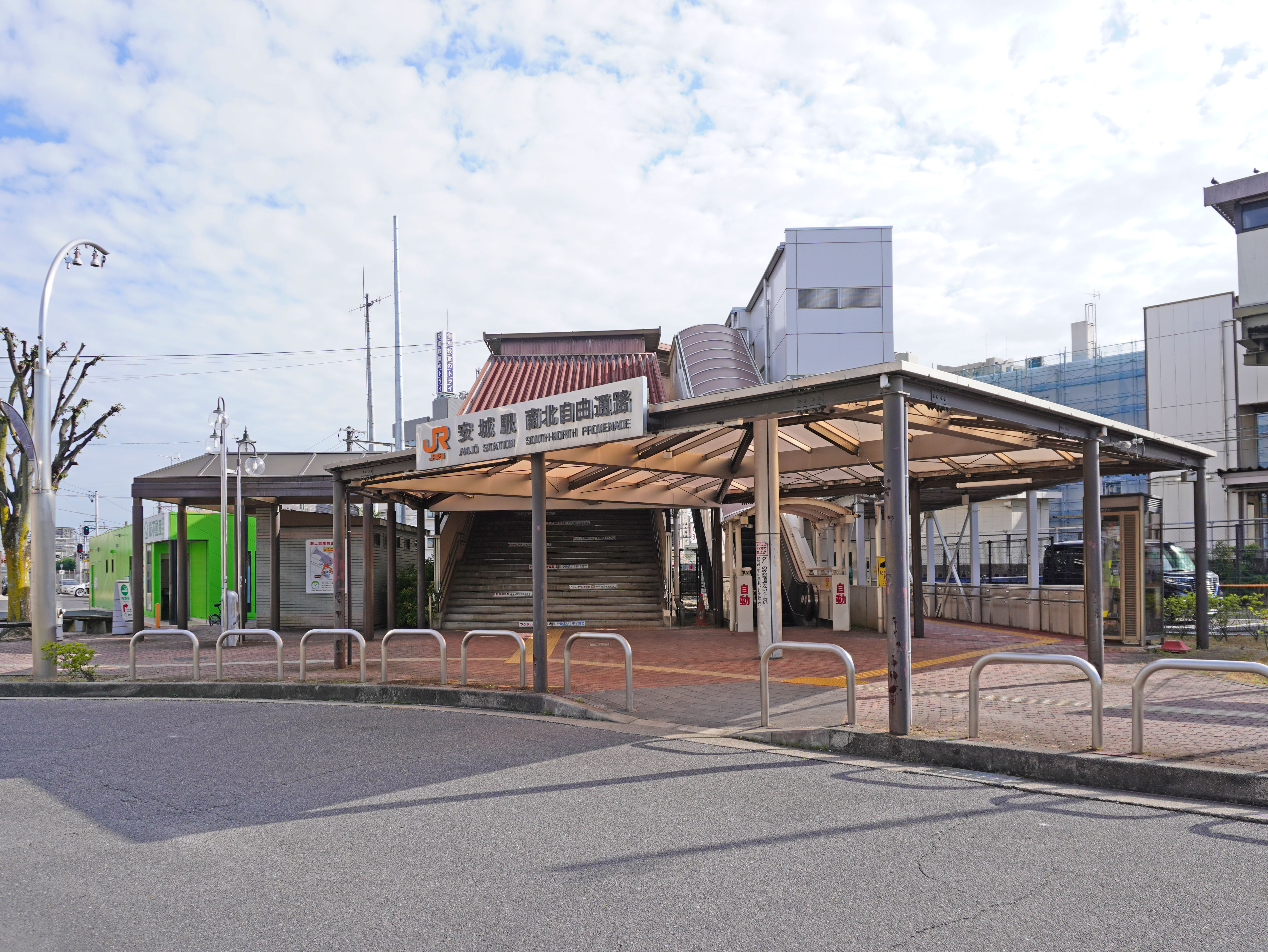
北口(2022年10月)

## 車站結構
島式月台1面2線與側式月台2面2線的地面車站。

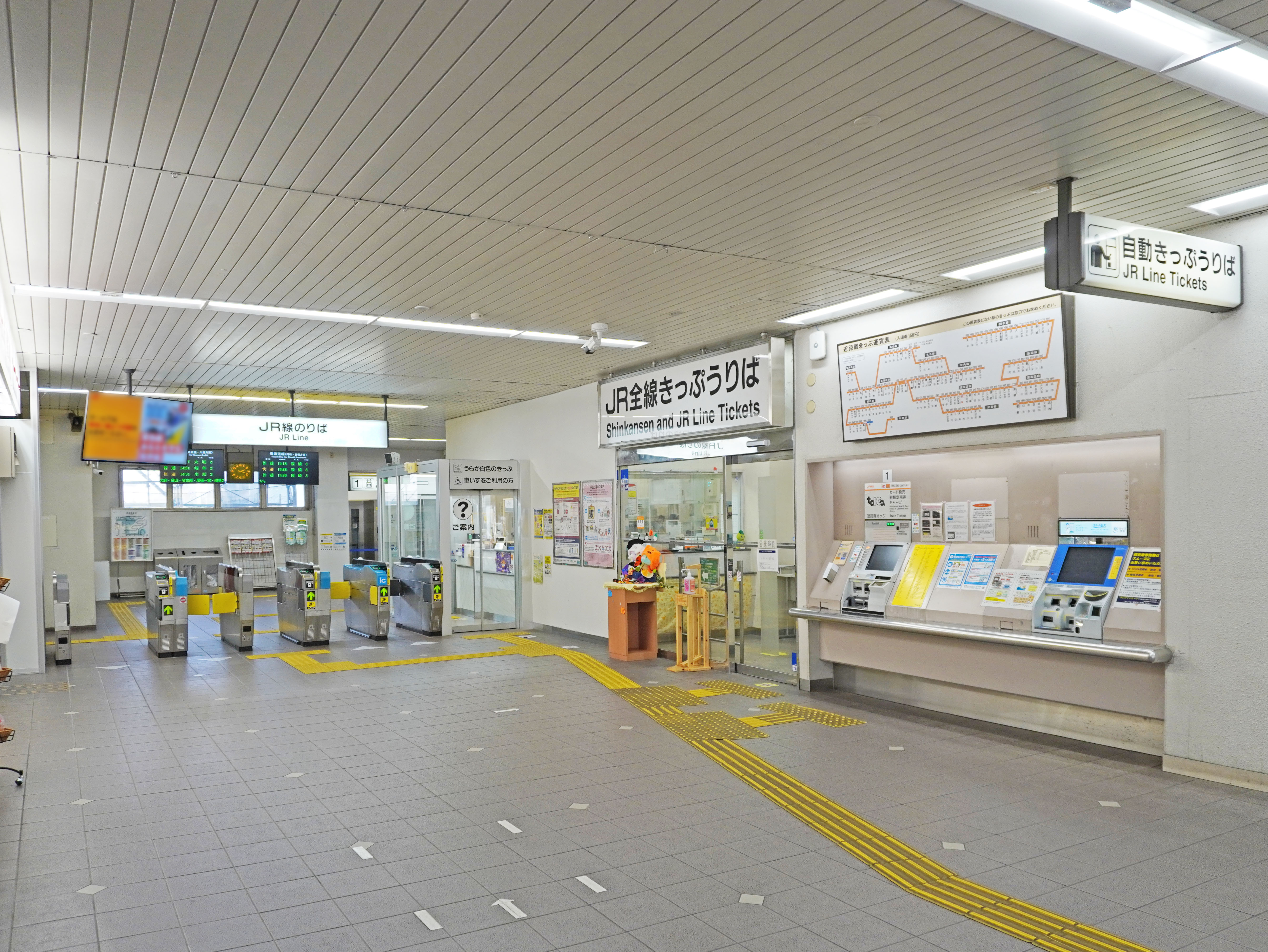
檢票口（2022年10月）
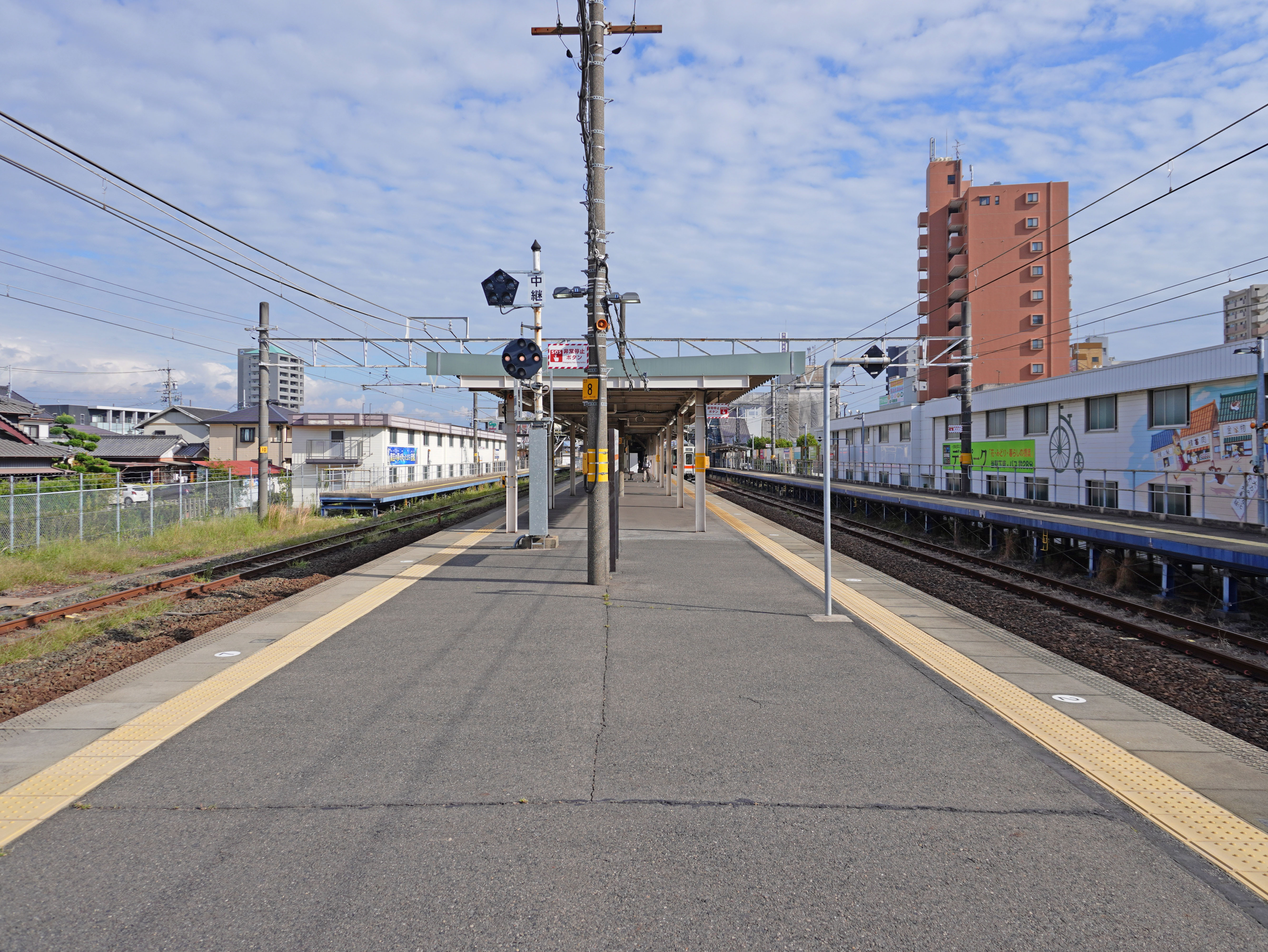
月台（2022年10月）
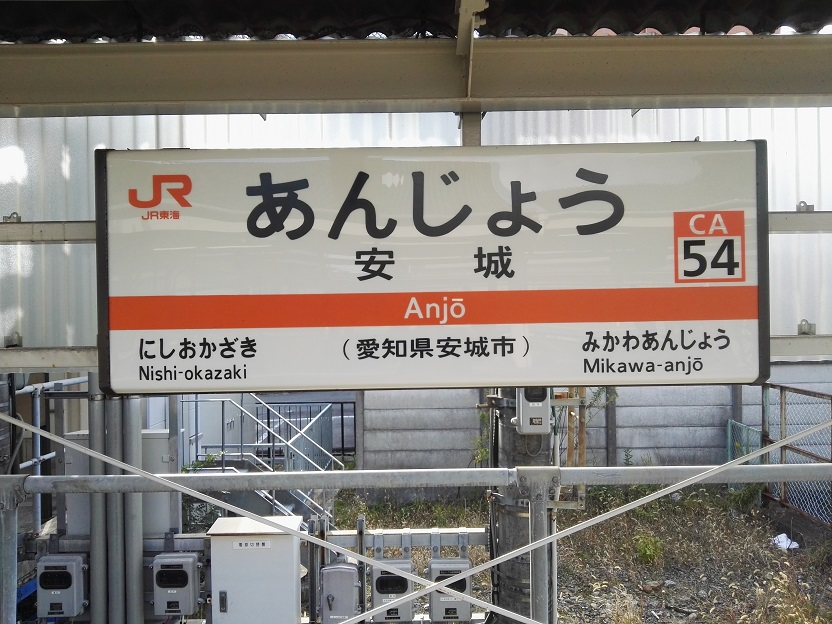
站名標（2018年12月）

### 月台配置
| 月台 | 路線                     | 方向                     | 目的地                   | 備註                     |
| ---- | ------------------------ | ------------------------ | ------------------------ | ------------------------ |
| 1    | 東海道本線               | 下行                     | 名古屋、大垣方向         | 待避線                   |
| 2    | 東海道本線               | 下行                     | 名古屋、大垣方向         |                          |
| 3    | 東海道本線               | 上行                     | 岡崎、豐橋方向           |                          |
| 4    | （上行待避線、預留月台） | （上行待避線、預留月台） | （上行待避線、預留月台） | （上行待避線、預留月台） |

### 配線圖
| ← 豐橋方向      | 安城站 構內配線略圖 | → 名古屋方向 |
| 图例 参考文献： |                     |              |

## 使用情況
根據「愛知縣統計年鑑」與「安城的統計」，1日平均上車人次如下表。
| 年度   | 一日平均 上車人次 |
| ------ | ----------------- |
| 1995年 | 9,355             |
| 1996年 | 9,641             |
| 1997年 | 9,583             |
| 1998年 | 9,418             |
| 1999年 | 9,467             |
| 2000年 | 9,602             |
| 2001年 | 9,889             |
| 2002年 | 9,818             |
| 2003年 | 9,835             |
| 2004年 | 9,861             |
| 2005年 | 10,184            |
| 2006年 | 10,400            |
| 2007年 | 10,786            |
| 2008年 | 10,751            |
| 2009年 | 10,580            |
| 2010年 | 10,716            |
| 2011年 | 10,760            |
| 2012年 | 10,825            |
| 2013年 | 11,012            |
| 2014年 | 10,961            |
| 2015年 | 11,253            |
| 2016年 | 11,326            |
| 2017年 | 11,619            |
| 2018年 | 11,698            |

## 相鄰車站
東海旅客鐵道
 東海道本線
■特別快速、■新快速、■快速、■區間快速
岡崎（CA52）－安城（CA54）－刈谷（CA58）
■普通
西岡崎（CA53）－安城（CA54）－三河安城（CA55）

### 曾經存在的路線
名古屋鐵道
安城支線（廢除）
安城－南安城

### 來源
1. 1 2  駅構内の案内表記。これらはJR東海公式サイトの各駅の時刻表 （页面存档备份，存于）で参照可能（駅掲示用時刻表のPDFが使われているため。2015年1月現在）。
2. ↑  川島令三、『東海道ライン 全線・全駅・全配線 第4巻 豊橋駅 - 名古屋エリア』、p.14、 講談社、2009年6月、ISBN 978-4062700146

## 外部連結
- 安城 - 東海旅客鐵道